# فردی فرانسیس
فردریک ویلیام «فردی» فرانسیس (به انگلیسی: Frederick William "Freddie" Francis) فیلمبردار و کارگردان انگلیسی سینمای هالیوود و برنده جایزه اسکار بهترین فیلمبرداری سال‌های ۱۹۶۰ و ۱۹۸۹ بود.

## فیلم‌شناسی

### فیلمبردار
- فرصتی برای پیشرفت (۱۹۵۹)
- جنگ زن و مرد (۱۹۵۹)
- بی‌گناهان (۱۹۶۱)
- دراکولا از گور برخاسته‌است (۱۹۶۸)
- تلماسه (۱۹۸۴)
- تنگه وحشت (۱۹۹۱)
- داستان استریت (۱۹۹۹)